# نهر تاريم
نهر تاريم (بالصينية: 塔里木河 ؛ بينيين: Tǎlǐmù Hé ؛ الأويغورية: تارى م دەرياسى، الأبجدية اللاتينية الأيغورية: Tarim deryasi)، المعروف في السنسكريتية باسم شيتا. وهو نهر يقع على حوض مغلق في شينجيانغ، الصين. والنهر الرئيسي لحوض تاريم الذي يقع في منطقة صحراوية في آسيا الوسطى بين جبال تيان شان وكونلون. النهر تاريخياً ينتهي عند لوب نور، لكن اليوم لا يصل إلى أبعد من بحيرة تايتيما قبل أن يجف.
يبلغ إجمالي طوله 2030 كيلومتر (1260 ميل). ويعتبر نهر تاريم أطول نهر داخلي في الصين، مع تدفق سنوي يتراوح من 4 إلى 6 مليارات متر مكعب (من 20000 إلى 4900000 فدان) أو 158.5 متر مكعب في الثانية (5600 قدم مكعب / ثانية). يضم حوضه ما يقرب من 10 ملايين من الأويغور والأقليات العرقية الأخرى.

## أصل الكلمة
تعني كلمة «تاريم» في اللغة الأويغورية التقاء الأنهار، ويقصد بها المياه التي ترد من الجبال المحيطة بحوض تاريم. وتُستخدم كلمة «تاريم» لتعيين ضفة النهر التي تتدفق إلى البحيرة أو التي لا يمكن تمييزها عن رمال الصحراء. هذه ميزة هيدروغرافية مميزة للعديد من الأنهار التي تجتاز رمال صحراء تاكلامكان. من الخصائص الأخرى لأنهار حوض تاريم، بما في ذلك نهر تاريم نفسه، هجرتهم النشطة، أي تغير قاع النهر ومجرى تصريفه باستمرار.

## الجغرافيا والمناخ
يبلغ الطول الإجمالي لمنظومة نهر ياركند-تاريم 2,030 كم (1260 ميل)، على الرغم من أن تاريم يغير قناته كثيرًا، فإن الطول يميل إلى التباين على مر السنين. ومياه النهر ضحلة، غير مناسبة للملاحة، وبسبب حمله الطمي الثقيل، يُشكل تياراً مجدولاً بالقرب من طرفه. تبلغ مساحة حوض نهر تريم حوالي 557,000 كيلومتر مربع (215,000 ميل مربع). جزء كبير من مسار نهر تاريم غير ثابت، ولا يتبع مجرى نهر محدد بوضوح. يتقلص حجم المياه في مجرى النهر السفلي نتيجة التبخر ومشاريع تحويل المياه على نطاق واسع.
الفترة التي ينخفض منسوب المياه في نهر تاريم هي من أكتوبر إلى أبريل. ويرتفع مستوى المياه عالياً في فصلي الربيع والصيف في وتستمر من مايو حتى سبتمبر حيث تذوب الثلوج في جبال تيان شان وكونلون البعيدة.
حوض تاريم السفلي هو سهل جاف يتكون من الطمي وبحيرة رسوبية ويحده سلاسل جبلية ضخمة. والحوض هو المنطقة الأكثر جفافاً في أوراسيا. الجزء الغالب منه محتل من قبل صحراء تاكلامكان، التي تبلغ مساحتها الرملية 270,000 كيلومتر مربع (100,000 ميل مربع). بالإضافة إلى ذلك، هناك العديد من المسطحات الرملية الصغيرة نسبياً بمساحة تتراوح من 780 إلى 4400 كيلومتر مربع (300 إلى 1700 ميل مربع). وتزداد فيها الكثبان الرملية.
هطول الأمطار في حوض تاريم ضئيل للغاية، وفي بعض السنوات يكون غير موجود تماماً. في صحراء تاكلامكان وفي حوض لوب نور يبلغ متوسط هطول الأمطار السنوي حوالي 12 مم (0.47 بوصة). في سفوح التلال وفي العديد من المناطق الأخرى في حوض النهر يتراوح هطول الأمطار من 50 إلى 100 ملليمتر (2.0 إلى 3.9 بوصة) في السنة. أما في تيان شان تكون الأمطار أكثر رطوبة بكثير، وغالباً ما يتجاوز هطول الأمطار 510 مم (20 بوصة). وتبلغ درجات الحرارة القصوى في حوض تاريم حوالي 40 درجة مئوية (104 فهرنهايت). ويتجمد نهر تاريم كل عام من ديسمبر إلى مارس.

## مسار النهر

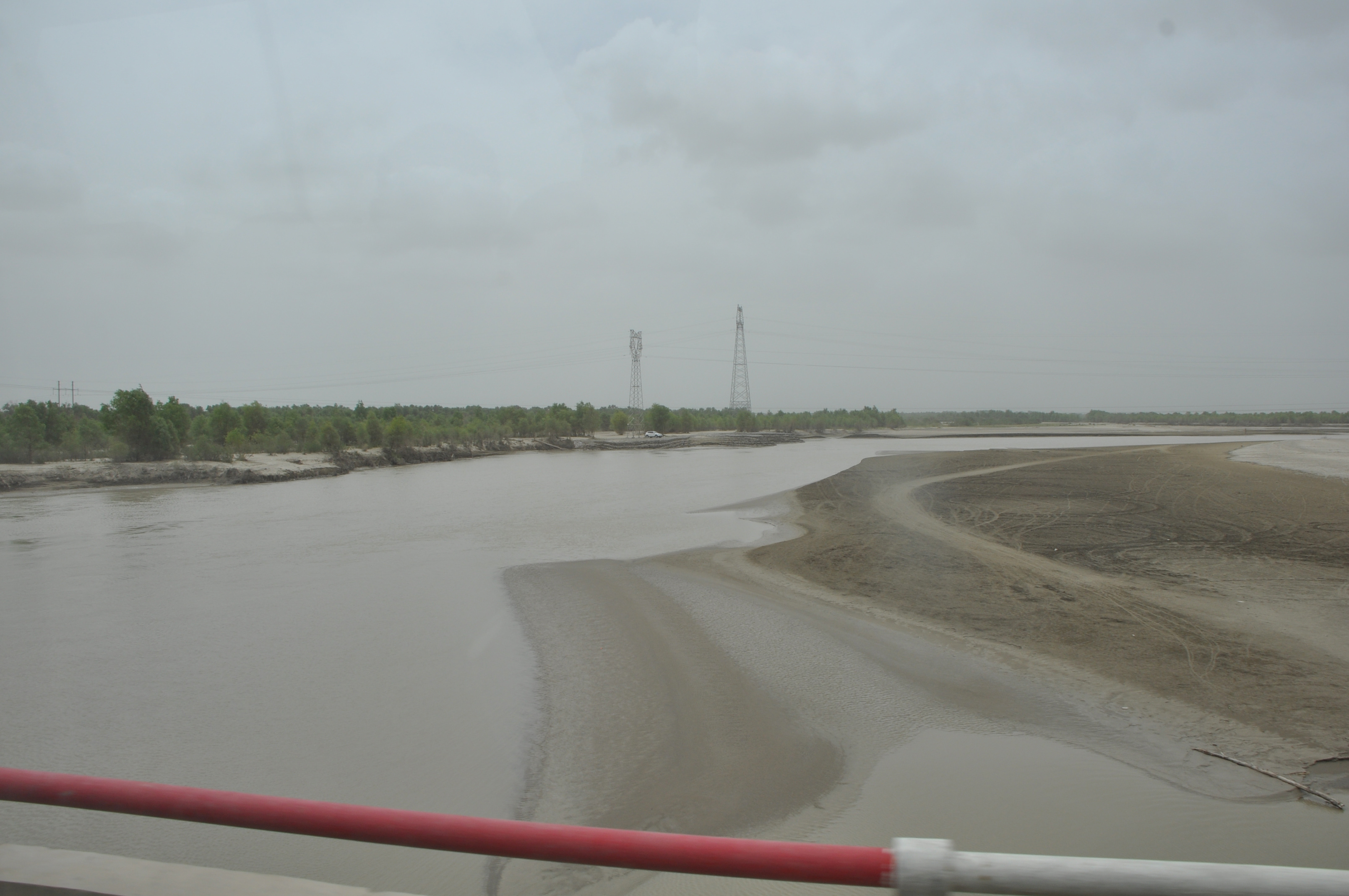
أجتياح نهر تاريم لطريق الصحراء السريع ، (يونيو 2012)

ينبع نهر تاريم ومعظم روافده من جبال كونلون وقراقرم. ويطلق اسم تاريم على النهر الذي يتشكل من اتحاد نهر أكسو الذي يتدفق من الشمال، ونهر ياركاند القادم من الجنوب الغربي بالقرب من مدينة آرال في غرب شينجيانغ. أما النهر الثالث فهو نهر خوتان، ويأتي إلى نفس منطقة التقاطع من الجنوب ولكنه عادة ما يكون جافاً في ذلك الموقع بعد أن يعبر صحراء تاكلامكان ليلتقي بهما. هناك نهر آخر من شينجيانغ الغربية وهو نهر كاشغر، الذي يتدفق إلى نهر ياركاند خلال موسم الأمطار على بعد حوالي 37 كيلومتراً (23 ميل) في اتجاه مجرى النهر من ملتقى ياركاند مع أكسو. وفي تعريف آخر يبدأ تاريم عند اندماج كاشغر وياركاند، ويعتبر أكسو مجرد رافد من تاريم.
يتدفق نهر تاريم باتجاه الشرق حول الطرف الشمالي لصحراء تاكلامكان. ويستقبل روافد أخرى هي نهر موزات من الشمال. ومن بين هذه الأنهار الأربعة (أكسو وياركاند وخوتان وموزارت)، يتدفق أكسو فقط على مدار العام في تاريم. وهو أهم رافد لنهر تاريم، حيث يوفر (70-80) في المئة من حجم المياه. قبل الانتهاء من وأعمال التخزين الري في منتصف القرن العشرين، وصلت مياه تاريم في النهاية إلى بحيرة لوب نور (الآن قاعها مرصوف بالملح). تصب مياه النهر الآن بشكل متقطع في بحيرة تايتيما، التي تقع على بعد حوالي 160 كيلومتراً (99 ميل) جنوب غرب لوب نور.

## الثروة النباتية والحيوانية

### النباتات
يقع الغطاء النباتي في حوض تاريم على طول النهر وفروعه. وتوجد على حافته الرملية غطاء نباتي ومجموعة شجيرات خاصة نباتات الشيح العشبية. وفي غابة توغاي تنمو أشجار الحور في وادي نهر تاريم. وتتألف الخمائل من الصفصاف ونبق البحر مع نمو كثيف لنباتات القنب الهندي وعرق السوس الأورالي.

### الحيوانات
يعتبر نهر تاريم غنياً بالثروة السمكية، وتتنوع حياة الحيوانات على النهر والصحراء المحيطة به. في وقت زيارة المستكشف والمصور والجيولوجي السويدي سفين هيدين في عام 1899، كانت النمور منتشرة ولا يزال الصيادون يصطادونها ويحتجزونها على طول أنهار المنطقة وبالقرب من لوب نور. ويعتبر وادي وبحيرات تاريم هي محطة توقف للعديد من الطيور المهاجرة.

## استخدام الإنسان
على الرغم من تشجيع الحكومة الصينية للري على نطاق واسع، تظل زراعة الواحات الدعامة الأساسية للمستوطنات المتناثرة في المنطقة. حيث تعد الحبوب والقطن والحرير والفواكه والصوف من المنتجات الزراعية الرئيسية فيها، بالإضافة إلى وجود حجر يشم خوتان الذي يعد عنصرًا مهماً آخراً في المنطقة.
تقوم السلطات الصينية في منطقة شينغيانغ بشمال غرب الصين بنقل مئات العائلات الزراعية من الأقليات العرقية على طول نهر تاريم المتضائل. وبحلول عام 2008 تم إعادة توطين أكثر من 6000 أسرة على طول النهر ومنع الزراعة على طول ضفاف النهر، في محاولة لتوفير 60 مليون متر مكعب (16 مليار جالون) من المياه.

## التاريخ
كان بعض الصينيين يعتبرون التاريم في الأصل المسار العلوي للنهر الأصفر، ولكن بحلول عهد سلالة هان الحاكمة السابقة (125 ق.م. - 23 م) أصبح من المعروف أنه يصب في لوب نور، وهي سلسلة من البحيرات الملحية.

## الهوامش
1. 1 2 3  "5 حقائق عن نهر تريم". مؤرشف من الأصل في 2019-07-12.
2. ↑  تركستان تايمز سحر زكي ، نهر تاريــــم نسخة محفوظة 26 أبريل 2020 على موقع واي باك مشين.
3. ↑  "Tarim", in بارتولد، فاسيلي (1993)، "تاريم"، في هُوتْسْما، مارتاين تيودور؛ آرنولد، T W (المحررون)، إي.جاي. موسوعة بريل الأولى للإسلام ، ١٩١٣-١٩٣٦ ، المجلد ١، بريل، ص. 673، ISBN:978-90-04-09796-4، مؤرشف من الأصل في 2017-02-15
4. 1 2  هل (2009) ، ص. 13.
5. ↑  فلاديمير ب. أيزن وإيلينا إم أيزن (1998), تقدير الجريان السطحي الجليدي لنهر تاريم ، وسط تيان شان. في:  الهيدرولوجيا ، موارد المياه والبيئة فمناطق النائية  "نسخة مؤرشفة" (PDF). مؤرشف من الأصل في 2012-02-26. اطلع عليه بتاريخ 2019-10-17.{{استشهاد ويب}}:  صيانة الاستشهاد: BOT: original URL status unknown (link)
6. ↑  هيدين (1925), صفحات. 219, 233.
7. ↑  هل (2009), ص. 160.
8. ↑  هل (2009), صفحات. 121, 161.
9. ↑  هولسوي & لويفي (1979), ص. 72.

## وصلات خارجية
- معلومات وخريطة لمستجمعات مياه تاريم.
- سيلك رود سياتل - جامعة واشنطن (يحتوي موقع سيلك رود سياتل على العديد من المصادر المفيدة بما في ذلك عدد من النصوص التاريخية للنصوص الكاملة).
- خريطة تستند إلى صور الأقمار الصناعية لحوض نهر تريم وصحراء تاكلامان + سلسلة المحيطة المحيطة.
- صور لنهر تاريم (من مدونة شينجيانغ).